# Pak Kwang-ho
Pak Kwang-ho (1949) è un politico nordcoreano.
È uno dei più importanti vicepresidenti del Partito del Lavoro di Corea ed è il direttore del Dipartimento di Propaganda e Agitazione.

## Carriera
Nell'ottobre 2017, alla riunione plenaria del Comitato Centrale del Partito del Lavoro di Corea, è stato nominato membro del Politburo e vicepresidente del partito stesso e capo del Dipartimento di Propaganda e Agitazione del Partito.